# Hellefors Bryggeri
Hellefors Bryggeri var ett bryggeriföretag i Hällefors kommun. Verksamheten går tillbaka till det bryggeri som Charles Holmstrand grundande på 1930-talet.
Bryggeriet köptes av Spendrups 2008 och finns kvar som en produktionsenhet inom Spendrups, belägen nära Hammarn mellan Hällefors och Grythyttan. 
Hellefors Bryggeri marknadsförde bland annat vattnet Grythyttan samt deras egna juicer och julmuster. Bolaget arbetar inom segmentet egna märkesvaror med produktion för bland andra Axfood, Coop och ICA.
Bryggeriet har ca 80 anställda och omsättningen ligger på omkring 400 miljoner kronor (2007-2009).